# Epiclea elaea
Epiclea elaea är en fjärilsart som beskrevs av Herbert Druce 1887. Epiclea elaea ingår i släktet Epiclea och familjen snigelspinnare. Inga underarter finns listade i Catalogue of Life.